# Геза
Геза (венг. Géza) — великий князь венгров из династии Арпадов. Старший сын Такшоня, престол которого он унаследовал около 972 года. При нём из монастыря св. Галла прибыл в его земли первый епископ венгерский, именем Бруно. Несмотря на миссионерский пыл прелата, Геза продолжал приносить жертвы языческим божествам, как, впрочем, и христианскому Богу. В 983 году он на два года занял Мельк в Австрии, в 991 году — воевал с баварским герцогом Генрихом II. После смерти Гезы 1 февраля 997 года на престол взошёл его сын Иштван.

## Биография

### Отцовское наследство
Отец Гезы, князь Такшонь, оставил своему старшему сыну, помимо титула верховного правителя венгров, довольно незавидное «наследство». Во внутриполитической жизни венгров царила межплеменная и клановая раздробленность, делавшая титул великого князя скорее номинальным, нежели реальным.
В жизни внешнеполитической наступило время кардинальных перемен, когда венгры, разгромленные не только своими западными соседями — немцами, но и южным соседом — Византией (под Аркадиополем в 970 году), вынуждены были окончательно отказаться от грабительских набегов на соседей и сбора с них дани за ненападение, как от дополнительного (и весьма весомого) источника доходов.
Эти проблемы усугублялись, во-первых, тем, что князь Такшонь назначил наследником своего старшего сына вопреки практиковавшейся в то время у венгров лествичной системе наследования, согласно которой власть переходила не от отца к сыну, но к старейшему из живущих членов семьи; а во-вторых, женитьбой германского императора Оттона II на византийской царевне Феофано, соединившей узами династического родства две христианские империи, больше всех пострадавшие в недалеком прошлом от набегов мадьяр.

### Правление
Князь Геза Венгерский оставил по себе память как о человеке эгоистичном и властолюбивом. Жёсткий правитель, беспринципный политик и лицемерный христианин, он стал, тем не менее, одним из наиболее известных и почитаемых дохристианских (если говорить об основной массе мадьяр) правителей Венгрии, поскольку его личные интересы и амбиции совпали с интересами нарождающегося Венгерского государства. С одной стороны, князь Геза жил для себя, ни в чём себе не отказывая, с другой — всегда поступал так, как это было нужно для укрепления великокняжеской власти и достижения всевенгерского единства.
Так, около 967 года он женился, по воле своего отца Такшоня на Шаролте, дочери Трансильванского правителя Дьюлы II. Это был, конечно же, династический брак, продиктованный политическими интересами, и в то же время Гезе досталась, как свидетельствуют летописи, «…самая красивая женщина в народе» (венг. «…nemzetének legszebb asszony»). Кроме того, Геза, будучи язычником, не ограничился одной женой, но имел их несколько, и даже после того, как принял христианство, не отпустил своих жён, но оставил их всех при себе.
При жизни отца Геза был правителем Бихарского княжества, традиционно достававшегося, судя по всему, наследнику великокняжеского титула. Став великим князем, Геза, повинуясь обычаю, уступил своё прежнее владение своему родичу, Шомодьскому князю Коппаню, очевидно следовавшему за ним по старшинству, и в то же время жестоко расправился со всеми, кто выступил против непривычной для мадьяр передачи власти от отца (Такшоня), минуя отпрысков старших родов, к старшему сыну, за что получил прозвище Верешкезю (Véres Kezű) — «Кровавые Руки». Все время своего правления Геза вел непрестанную борьбу c сепаратизмом удельных венгерских князей, и в результате ко времени его смерти в Венгрии оставалось всего лишь три неподчинённых великому князю правителя:
- вышеупомянутый Коппань, князь Шомодя и Бихара;
- правитель Трансильвании и двоюродный брат княгини Шаролты Дьюла-младший;
- князь Айтонь, владевший землями между Марошем и Дунаем.

Князь Геза запретил подвластным ему венграм совершать грабительские набеги (kalandozások) на соседей и заключил мир с Германским императором Оттоном I в 973 году в Кведлинбурге. Но сам не преминул воспользоваться внутренней смутой в Священной Римской империи и захватил в 983 году Нижнюю Австрию, откуда был окончательно вытеснен немцами лишь в 991 году.
И наконец, князь Геза принял в 974 году крещение, благополучно обойдя при этом как Византийскую, так и Германскую империю. Крестивший князя монах-бенедиктинец Бруно был рукоположён епископом Венгрии самим Папой римским, и потому Венгерская церковь не подчинялась ни Византийской церкви, ни Германской. Став христианином, Геза не перестал поклоняться языческим богам — либо по старой привычке, либо (что более вероятно) желая избежать конфронтации со своими подданными — в большинстве своём все ещё язычниками. На протесты священников он отвечал, что «…достаточно богат, чтобы приносить жертвы как старым богам, так и новому богу». В этой фразе — весь Геза, принявший новую веру исключительно ради укрепления внешнеполитического авторитета собственной власти. Ещё одну «добрую услугу» христианство оказало ему при назначении наследника. Ссылаясь на пример христианских монархов Европы, Геза назначил своим преемником своего старшего сына Вайка (в крещении — Иштвана), хотя согласно языческому праву наследовать ему должен был князь Коппань.
Начатые князем Гезой преобразования продолжил его сын Иштван (Стефан), ставший при жизни первым венгерским королём, а по смерти — святым покровителем Венгрии. Князь Геза смог вывести Венгрию из внутри- и внешнеполитического кризиса и подготовил почву для создания централизованного и обороноспособного Венгерского королевства.

### Семья
Супруга — Шарольт (Шарольта), дочь Дьюлы II, князя Трансильвании.
Сын — Вайк (Иштван I Святой).
Дочери:
1. Юдита Венгерская, жена Болеслава I Польского[1];
2. Маргарет, жена Гаврилы Радомира Болгарского;
3. Илона (Мария), жена Оттона Орсеоло, дожа Венеции;
4. Гизелла, жена Самуила Абы, венгерского короля-узурпатора.